# フリードリヒ・フォン・ザクセン＝マイニンゲン
フリードリヒ・フォン・ザクセン＝マイニンゲン（Friedrich von Sachsen-Meiningen, 1861年10月12日 - 1914年8月23日）は、ドイツ・ザクセン＝マイニンゲン公国の公子。全名はフリードリヒ・ヨハン・ベルンハルト・ヘルマン・ハインリヒ・モーリッツ（Friedrich Johann Bernhard Hermann Heinrich Moritz）。

## 略歴
ザクセン＝マイニンゲン公ゲオルク2世とその2番目の妻でホーエンローエ＝ランゲンブルク侯エルンスト1世の娘であるフェオドラの間の次男として生まれた。父にとっては3番目の息子である。第一次世界大戦に従軍し、任地のベルギーで戦死した。
1889年4月24日、フリードリヒはリッペ＝ビースターフェルト伯エルンストの娘アーデルハイトと結婚した。アーデルハイトは最後のリッペ侯レオポルト4世の姉である。フリードリヒ夫妻は6人の子女をもうけた。
- フェオドラ（1890年 - 1972年） - 1910年、ザクセン＝ヴァイマル＝アイゼナハ大公ヴィルヘルム・エルンストと結婚
- アーデルハイト（1891年 - 1971年） - 1914年、プロイセン王子アーダルベルトと結婚
- ゲオルク（1892年 - 1946年） - ザクセン＝マイニンゲン家家長
- エルンスト（1895年 - 1914年） - 第一次世界大戦で戦死
- ルイーゼ（1899年 - 1985年） - 1936年、ゲルツ・フォン・ヴァンゲンハイム男爵と結婚
- ベルンハルト（1901年 - 1984年） - ザクセン＝マイニンゲン家家長